# Mérigny
Mérigny és un municipi francès, situat al departament de l'Indre i a la regió de Centre – Vall del Loira. L'any 2007 tenia 566 habitants.

## Demografia

### Població
El 2007 la població de fet de Mérigny era de 566 persones. Hi havia 248 famílies, de les quals 96 eren unipersonals (44 homes vivint sols i 52 dones vivint soles), 100 parelles sense fills, 36 parelles amb fills i 16 famílies monoparentals amb fills.
La població ha evolucionat segons el següent gràfic:
Habitants censats

### Habitatges
El 2007 hi havia 389 habitatges, 246 eren l'habitatge principal de la família, 97 eren segones residències i 46 estaven desocupats. 348 eren cases i 13 eren apartaments. Dels 246 habitatges principals, 186 estaven ocupats pels seus propietaris, 54 estaven llogats i ocupats pels llogaters i 5 estaven cedits a títol gratuït; 18 tenien una cambra, 21 en tenien dues, 44 en tenien tres, 74 en tenien quatre i 88 en tenien cinc o més. 174 habitatges disposaven pel capbaix d'una plaça de pàrquing. A 126 habitatges hi havia un automòbil i a 91 n'hi havia dos o més.

### Piràmide de població
La piràmide de població per edats i sexe el 2009 era:
| Homes | Edats   | Dones |
| ----- | ------- | ----- |
| 0     | 95 o +  | 0     |
| 12    | 90 a 94 | 28    |
| 20    | 85 a 89 | 24    |
| 12    | 80 a 84 | 4     |
| 20    | 75 a 79 | 36    |
| 16    | 70 a 74 | 32    |
| 20    | 65 a 69 | 16    |
| 32    | 60 a 64 | 20    |
| 8     | 55 a 59 | 16    |
| 4     | 50 a 54 | 4     |
| 28    | 45 a 49 | 16    |
| 24    | 40 a 44 | 12    |
| 16    | 35 a 39 | 16    |
| 8     | 30 a 34 | 16    |
| 12    | 25 a 29 | 20    |
| 0     | 20 a 24 | 0     |
| 0     | 15 a 19 | 20    |
| 12    | 10 a 14 | 12    |
| 20    | 5 a 9   | 12    |
| 8     | 0 a 4   | 8     |

## Economia
El 2007 la població en edat de treballar era de 252 persones, 152 eren actives i 100 eren inactives. De les 152 persones actives 140 estaven ocupades (71 homes i 69 dones) i 12 estaven aturades (9 homes i 3 dones). De les 100 persones inactives 42 estaven jubilades, 10 estaven estudiant i 48 estaven classificades com a «altres inactius».

### Ingressos
El 2009 a Mérigny hi havia 240 unitats fiscals que integraven 456 persones, la mediana anual d'ingressos fiscals per persona era de 14.965 €.

### Activitats econòmiques
Dels 13 establiments que hi havia el 2007, 1 era d'una empresa alimentària, 3 d'empreses de construcció, 3 d'empreses de comerç i reparació d'automòbils, 1 d'una empresa de transport, 1 d'una empresa d'hostatgeria i restauració, 2 d'empreses d'informació i comunicació, 1 d'una empresa de serveis i 1 d'una entitat de l'administració pública.
Dels 3 establiments de servei als particulars que hi havia el 2009, 2 eren paletes i 1 guixaire pintor.
L'any 2000 a Mérigny hi havia 29 explotacions agrícoles que ocupaven un total de 2.090 hectàrees.

## Equipaments sanitaris i escolars
El 2009 hi havia una escola maternal integrada dins d'un grup escolar amb les comunes properes formant una escola dispersa.

## Poblacions més properes
El següent diagrama mostra les poblacions més properes.